# 매트릭스 경영

매트릭스 경영(Matrix management)은 일부 개인이 둘 이상의 감독자 또는 리더에게 보고하는 조직 구조로, 실선 또는 점선 보고로 설명된다. 보다 광범위하게는 기능과 지역에 따라 그룹화된 엄격한 수직적 사업 단위나 사일로를 유지하지 않는 교차 기능, 교차 비즈니스 그룹 및 기타 작업 모델의 관리를 설명할 수도 있다.
1950년대 미국 항공우주 분야에서 개발된 매트릭스 경영은 1970년대에 널리 채택되었다.

## 개요
매트릭스 경영에는 강함, 약함, 균형 등 다양한 유형이 있으며 기능적 그룹화와 부서 또는 제품 구조화 사이에는 하이브리드가 있다.
예를 들어, 마케팅 기술을 보유하고 엔지니어링 및 마케팅 계층 모두에 보고하는 엔지니어링 그룹의 직원을 보유함으로써 엔지니어링 중심 회사는 "많은 획기적인 컴퓨터 시스템"을 생산했다. 이는 부서 간 매트릭스 경영의 한 예이며, 1980년대 부서에서 PC를 구입하고 프로그래머를 고용했을 때와는 다르다.
고위 직원인 경우가 많은 이 직원은 제품 지향 프로젝트 관리자 팀의 일원이지만 기능 부서의 다른 상사에게 보고하기도 한다. 이전에 광고 대행사에서 컴퓨터용 광고를 디자인하던 고위 직원이 이제는 컴퓨터 회사의 마케팅 부서에 속하지만 엔지니어링 그룹에서 일하고 있을 수도 있다. 이를 종종 다기능 매트릭스 경영이라고 한다.
여러 사업부와 해외 사업장을 보유한 회사는 면밀히 조사해 보면 매트릭스 구조를 다양한 방식으로 적용할 수 있다.
기능 기반 조직이라도 제한된 프로젝트에 이 방식을 적용할 수 있다.

## 같이 보기
- 조직 개발
- 코로케이션